# Orphilus ater
Orphilus ater är en skalbaggsart som beskrevs av Wilhelm Ferdinand Erichson 1846. Orphilus ater ingår i släktet Orphilus och familjen ängrar. Inga underarter finns listade i Catalogue of Life.